# ジカ熱
ジカ熱（ジカねつ、Zika fever）もしくはジカウイルス感染症（Zika virus disease）とは、フラビウイルス科のジカウイルスによって引き起こされる病気である。アジア、アメリカ、アフリカ、太平洋で感染が発生している。日本では、2016年2月5日に4類感染症として指定されている。
最初の流行は、2007年にミクロネシア連邦のヤップ島で発生している。ついで、アメリカ大陸で2015年から流行が発生し、2016年2月1日、世界保健機関により国際的に懸念される公衆衛生上の緊急事態が宣言される事態に発展した。

## 兆候と症状
ジカウイルスを媒介する蚊に刺されてからの潜伏期間は不明であるが、数日から1週間とみなされている。60%から80%程のケースが、無症候性である。
主たる症状は軽度の発熱、結膜充血、筋肉痛、関節痛、頭痛、斑点状丘疹である。デング熱やチクングニア熱と似ているが、発熱などはデング熱と比べると軽い。現在有効な薬剤やワクチンはなく、対処としては安静にするのみである。デング熱と比べると症状は穏やかであり4日から1週間で終息する。入院が必要になることは希であり、2016年1月末現在ジカ熱を直接的な原因とする死者は報告されていない。

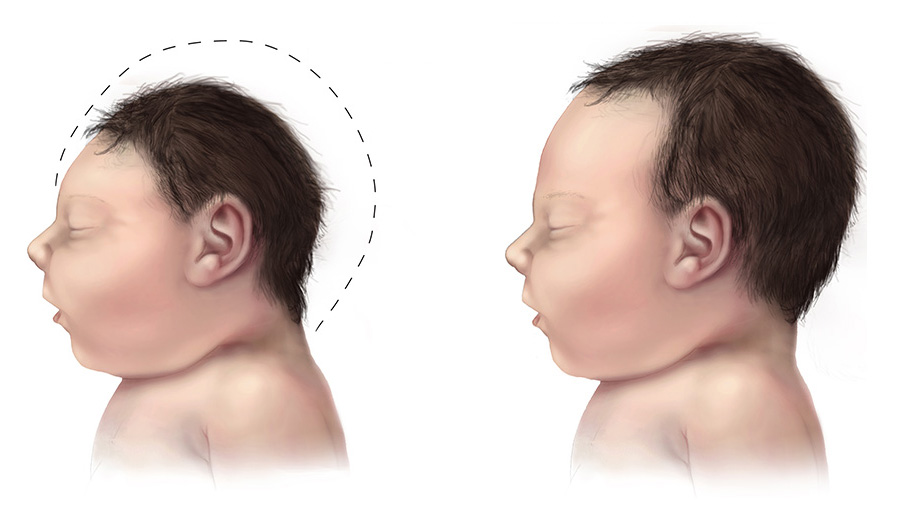
小頭症の図解

ジカウイルスと同じフラビウイルス科の他のアルボウイルス（節足動物媒介ウイルス）によって引き起こされる黄熱病や西ナイル熱などとの関連性、および妊婦の感染による新生児の小頭症（英: microcephaly）との関連性が「強く疑われている」。
また、身体（特に四肢）に麻痺を引き起こすギラン・バレー症候群との関係性が指摘されている。2016年2月1日に世界保健機関は小頭症と共に調査の標準化・強化、因果関係の研究を宣言した。2月5日には、ブラジルのリオデジャネイロ州でギラン・バレー症候群の急増が報じられ、コロンビアでは3人の死者が出ていることが発表された。

## 感染・伝染
感染経路別に説明する。

### 蚊からの感染
ジカウイルスは、デングウイルスの近縁種の蚊を宿主とするフラビウイルス科のウイルスである。同時に蚊は媒介者でもあり、本来の宿主は未知であるが、血清学上は、西アフリカのサル及びネズミ目である証拠が発見されている。媒介者である蚊は日中に動く蚊で、代表的な感染源と指摘されているものはネッタイシマカ（Aedes aegypti）であるが、数種のヤブカ属からも検出され、10日間の潜伏期間をもっている。ジカウイルスの潜在的な社会的リスクは、それを運ぶ蚊の種の分布で区切ることができ、その中でも特に活動範囲が広いネッタイシマカにより主に媒介されているとされている。
伝染は、ヤブカ（主としてネッタイシマカ）に刺される事によるものである。2007年にヤップ島で発生した流行の場合、Aedes hensilliが媒介者であり、2013年のフランス領ポリネシアではポリネシアヤブカが媒介者となった。アフリカのヤブカであるAedes africanusや、日本を含む温帯地域にも生息するヒトスジシマカも媒介者としての役割を果たす。

### 母子垂直感染
ジカウイルスRNAが羊水から検出されたことから、母子感染を引き起こす可能性があるとされていて、小頭症を引き起こすと考えられている。ただし、文献に残る事例は僅かである。
2015年11月、ブラジルの保健省は北東地域で羊水検査により羊水中にジカウイルスが存在した2件の事例を基に、ジカウイルスと小頭症の関連性について警告を発した。2016年1月5日に発表されたこの2例の胎児に対する超音波所見は、2つのケースがいずれも脳の異なる部分を破壊されることにより小頭症を発症したことを示した。一方の胎児は目に石灰化が生じ、小眼球症を併発していた。ブラジルの保健省は11月に警告したジカウイルスに感染した妊婦と小頭症の関連性について、疑わしいケースが2015年12月12日の段階で少なくとも2400例に達し、乳児29人が死亡していることを明らかにした。2016年4月13日、アメリカ疾病予防管理センターはジカウイルスを小頭症など先天異常の原因だと結論付けた。

### 体液からの感染
2016年2月の時点で、体液を介した感染の可能性に関する事例が5件報告されている。
女性から男性への感染は今のところ不明である。2016年2月の時点で、CDCは体液からの感染が推定される報告があることから帰国後の接触に対して時間的に余裕を持つようにガイドラインを出している。
- 2009年にはコロラド州の男性がセネガルで感染し、同行しなかった妻が数日後に発症した[40][41]。
- 2013年にはタヒチ島に住む44歳の男性の「精液」と「尿」から逆転写ポリメラーゼ連鎖反応(RT-PCR)を使いウイルスを検出した。精液に血が混ざっていることから気が付き、2週間から約10週間ジカウイルスに感染していた。精液のサンプルではジカウイルスは成長したが、血中と尿のサンプルではならなかった[42][43]。
- 2016年2月2日、ベネズエラから帰国したテキサス州ダラス郡の男性から、パートナーに感染した事をテキサスの保健当局は確認した[44][45]。
- 4件目と5件目は、2016年2月にダラスからアイルランドに戻ったアイルランド国籍の男性と女性である[46]。

### 輸血や血液製剤による血液感染
他のフラビウイルス科のウイルスと同様に血液感染の可能性があり、感染が発生したいくつかの国では献血者を診断しふるいにかける戦略を構じている。血液感染のケースは、血精液症による1例が報告されている。輸血による感染は、2例報告されている。

## 診断
ジカ熱が発症する地方では、その地方独特のアルボウイルスによる病気によるものに紛れるため、兆候や症状を基にした診断は困難である。アメリカ疾病予防管理センターでは、症状を基にジカ熱と診断するための対象が、デング熱の他にもレプトスピラ症、マラリア、リケッチア、風疹、麻疹、パルボウイルス、エンテロウイルス、咽頭結膜熱、アルファウイルス感染症（チクングニア熱、マヤロウイルス、ロスリバーウイルス、バーマフォレストウイルス、オニョンニョンウイルス、シンドビスウイルス）に至るまで広範にわたると指摘している。欧州疾病予防管理センターでは、蚊によって媒介される他の病気との同時感染の可能性を指摘している。
診断は血液検査、尿検査、唾液検査によってウイルスのRNAを検出することで行われる。逆転写ポリメラーゼ連鎖反応（RT-PCR）により診断が可能であるが、ウイルス血症の期間は短いため、世界保健機関では、発症後1日から3日の血清か、3日から5日の唾液または尿を、診断に用いることを勧めている。
その後は血清学的手法により、ジカウイルスの抗体である免疫グロブリンMと免疫グロブリンGをELISAまたは蛍光抗体法で検出することで可能となる。免疫グロブリンMは、発症後3日で検出が可能である。血清学的交差性は、同じフラビウイルス科のデングウイルスやウエストナイルウイルスの様な同じフラビウイルス科のウイルスに加え、フラビウイルス科に対するワクチンとも同様に密接な関連がある。抗体の商業用検出キットは開発されたが、アメリカ食品医薬品局の認可は得られていない。

## 予防
蚊がジカ熱を伝播するため、感染地域の蚊の駆除によって予防効果が発生する。防虫剤、蚊帳、素肌をさらさない衣服、蚊の発生源となる水溜りの除去が対策に含まれる。
アメリカ疾病予防管理センターでは、長袖・長ズボンにより露出部を減らすディート・ピカリジン・レモンユーカリオイル・エチルブチルアセチルアミノプロピオン酸を含む防虫剤の使用、各種製品の用法を守った使用、日焼け止めは防虫剤の下に塗布する、網戸があるかエアコンの効いた部屋に滞在・就寝する、屋外に面した場所で眠る場合には蚊帳を使用する等の対策を推奨している。さらに蚊の発生を抑える戦略として、水たまりの除去、浄化槽の修理、網戸をドアや窓に付けるなどの対策も勧めている。

### ワクチン
有効なワクチンは存在しない。アメリカ国立衛生研究所の優先課題ではあるが、ワクチンの開発には数年が必要であると予告されている。

### 渡航についての警告
ジカ熱と小頭症の関連する証拠が増加したため、危険情報が出されるケースが発生した。2016年1月15日には、アメリカ疾病予防管理センターから妊婦に対する渡航延期勧告が行われた。対象となったのは、カーボベルデ、カリブ海地域（バルバドス、キュラソー島、ドミニカ共和国、ハイチ、グアドループ、ジャマイカ、プエルトリコ、マルティニーク、セント・マーチン島、アメリカ領ヴァージン諸島）、中央アメリカ（コスタリカ、エルサルバドル、グアテマラ、ホンジュラス、ニカラグア、パナマ）、メキシコ、太平洋諸島（サモア、トンガ、アメリカ領サモア）、南アメリカ（ボリビア、ブラジル、コロンビア、エクアドル、フランス領ギニア、ガイアナ、パラグアイ、スリナム、ベネズエラ）。また、妊娠を予定している女性にも、渡航前に医師との相談を考慮するように示唆している。日本の国立感染症研究所は、「可能な限り妊婦の流行地への渡航は控えた方が良いと考える」とする見解を発表した。

### 蚊のコントロール
一部の専門家は、ジカウイルスの拡散に対抗するため病原体の伝染を阻む遺伝子操作を行ったり、ウイルスの拡散を阻害すると考えられているボルバキアに感染させた蚊を育てて放つことを提案している。

## 治療
特別な治療法はなく、対症療法のみである。アセトアミノフェンは症状の緩和に有効である。治療は、痛み、発熱、かゆみに対する対症療法を行い、患者を支援するものとなる。一部の専門家はアスピリンや非ステロイド性抗炎症薬の使用は、他のフラビウイルス科によるものと同様の出血症候群の危険性が高くなるため、回避を推奨している。さらに、ライ症候群の危険性から、子供に対してはアスピリンの使用は回避されている。
2015年の流行以前にはジカウイルスに対する知見は乏しく、特別の治療法は存在しなかった。妊婦に対する助言も、一般的な感染症に対するものと同様に感染を避けることと、感染した場合の治療支援を越えるものではなかった。試験管レベルでは一般的なウイルス感染症と同様にインターフェロンの有効性は知られていたが、人間や動物での試験は行われていなかった。
動物実験の結果によれば、リバビリンやファビピラビルなどのヌクレオシド類似体の抗ウイルス薬はジカウイルスに対しても有効であることが予期されているものの、その催奇形性により妊婦への使用が制限される。また、薬剤耐性化の問題を考慮する必要もある。

## 歴史
最初期のジカ熱の記録は、1947年にウガンダのジカ森で樹上生活を営むアカゲザルの歩哨に確認されたものである。このアカゲザルから、初めてジカウイルスが分離された。ウガンダで行われた1940年代の調査では、6.1%が陽性反応を示していた。人間の最初の発症例は、1954年のナイジェリアである。流行の記録は、熱帯地方のアフリカと東南アジアで少数が残されている。インド亜大陸では感染の記録が存在しない。インドの健康体の人が有する抗体の存在から、過去には感染例があったことが示されるが、他のフラビウイルス科による交差反応性である可能性も存在する。
系統学的にアジアの血統を分析すると、ジカウイルスは1945年に東南アジアに入っている。1977年から1978年にかけて、インドネシアで発症の記録が残されている。
最初の流行は、2007年のヤップ島ジカ熱流行である。108件がポリメラーゼ連鎖反応や血清学によりジカ熱と診断され、72件がジカ熱を疑われるケースとなった。この時の症状は、皮疹、発熱、関節痛、結膜炎で死者は出なかった。ヤブカの一種Aedes hensilliが媒介者となった。ウイルスがどこから来たのかは不明であるが、感染した蚊か先祖に東南アジア出身者を有するウイルス血症に罹患した人間経由と想定される。これはアフリカ・アジアのいずれからも離れたジカ熱の報告であった。ヤップ島の流行以前は、人間の感染例は14件であった。
2013年、フランス領ポリネシアでも流行が発生した。この時のウイルスは、アジアから入ってきたものと考えられている。
2015年、アメリカ大陸で流行が発生した。2014年には感染例が報告されており、太平洋をまたいでフランス領ポリネシアとイースター島に、また2015年には南米、中米、カリブ諸国へと西に感染が広がり、シンガポールにまで及んだため、一部でパンデミックと見られている。
2016年2月1日、WHOはジカ熱の流行について「国際的に懸念される公衆衛生上の緊急事態」を宣言した。日本政府は同5日の閣議でジカ熱を感染症法上の第4類感染症に指定し（2月15日施行）、検疫法上の検疫感染症にも指定することとした。
2016年7月イギリスのサウサンプトン大学などの研究グループは、ブラジルやメキシコなどの中南米では推計9340万人が感染し、このうち妊娠可能な年齢の女性の数は165万人に上ることが分かったとしている。